# Iosonouncane
Iosonouncane, pseudonimo di Jacopo Incani (Iglesias, 1983), è un cantautore, produttore discografico e compositore italiano.

## Biografia
Originario di Buggerru, vive la sua adolescenza a Iglesias, dove fonda gli Adharma. Si trasferisce poi a Bologna per frequentare l'università. Dal 2000 al 2008 ha fatto parte degli Adharma, un gruppo con cui ha pubblicato l'EP Risvegli nel 2005 e che si è sciolto lasciando inedito l'album Mano ai pulsanti, concept sul medium televisivo e pubblicato nel 2011 in free download dall'etichetta Trovarobato.
Il progetto Iosonouncane nasce nel gennaio 2008, quando Incani decide di utilizzare un campionatore e una loop machine. Il suo nome d'arte è ispirato alla canzone Io sono uno di Luigi Tenco, nonché al suo cognome e a un suo vecchio brano in cui definiva qualcuno «il figlio del cane». Nel mese di dicembre dello stesso anno pubblica su Myspace alcune sue canzoni con il nome Primo Pacchetto Tematico Gratuito; non si tratta di un vero e proprio disco, ma di un'anteprima, contenente 6 tracce, di quello che sarà il suo album d'esordio. Lavora per due anni in un call center e allo stesso tempo effettua una serie di "concerti/comizio", come da lui stesso definiti.
Nel luglio 2010 entra in studio per registrare il proprio album d'esordio. Il 10 ottobre seguente esce quindi La macarena su Roma, album d'esordio pubblicato dall'etichetta discografica indipendente Trovarobato.
Il disco musicalmente propone un originale mix di musica d'autore (notevoli influenze da Lucio Battisti di Anima latina, Giorgio Gaber e Lucio Dalla) campionata su più livelli, suonata con loop e campionamenti incalzanti (che ricordano i lavori degli Animal Collective e dei Mariposa) e chitarra acustica per la parte melodica. I testi risultano provocatori e taglienti, incentrati su temi d'attualità come la precarietà, la disinformazione, il razzismo e la disparità sociale, trattati tutti con ironia, ma in maniera al tempo stesso cinica e violenta. L'album d'esordio viene apprezzato notevolmente dalla critica e vince il premio "Fuori dal Mucchio" stilato da Il mucchio selvaggio. Inoltre viene inserito tra i finalisti del Premio Tenco nella categoria "miglior opera prima" del 2011. Il premio però va a Cristiano Angelini con L'ombra della mosca.
Nel 2011 collabora con Dino Fumaretto per il missaggio dell'album Sono invecchiato di colpo, uscito nel 2012 per Trovarobato. Nel 2012 pubblica il singolo Le sirene di luglio, contenente l'inedito omonimo e una versione di Torino pausa pranzo suonata con Stefano Bollani e Mirko Guerrini e registrata durante il programma radiofonico Il Dottor Djembè di Radio 3 nello studio RAI di Firenze.
Nel maggio 2012 vince la terza edizione del concorso Musica da Bere.
Dopo un lungo periodo di silenzio, nel gennaio 2015 annuncia la pubblicazione del suo secondo lavoro discografico, in uscita il 30 marzo seguente e intitolato Die. L'album acclamato positivamente dalla critica risulta una delle proposte migliori nel panorama della musica italiana, consacrando il musicista sardo.
Durante gli anni di lavorazione su Die, cura anche il sonoro di due spettacoli teatrali del duo Manimotò (Tomato Soap e YOU) e la produzione artistica dell'EP di Dino Fumaretto intitolato Sotto Assedio e uscito nel maggio del 2015 per la Trovarobato.
Nel settembre 2015 riceve la candidatura alla Targa Tenco nella categoria "album dell'anno" per Die.
Il 2 settembre 2016 esce uno split (ossia un EP "in comune" tra due artisti, che occupano un lato per ciascuno del vinile) in collaborazione con i Verdena, il titolo è semplicemente Split EP. I due decidono che ognuno registrerà una coppia di cover dell'altro artista. I Verdena eseguono due brani tratti dall'album Die, ossia Tanca e Carne, mentre quest'ultimo registra una cover per ogni volume di Endkadenz, scegliendo Diluvio e Identikit.
Nel dicembre 2019, viene annunciato il nuovo album Ira, la cui uscita sarà preceduta da alcune esecuzioni integrali in sette città italiane, inizialmente previste per il 2020, e poi rimandate al 2022 a causa della pandemia di COVID-19. Il 12 novembre 2020 annuncia la pubblicazione, avvenuta poi il 18 novembre, del doppio singolo Novembre/Vedrai vedrai. Il terzo album in studio esce infine il 14 maggio 2021.
Il 15 marzo del 2022 annuncia sui propri profili social l'apertura di "Tanca Records", label sussidiaria di Trovarobato, di cui è il direttore artistico. Tra gli album annunciati anche un live di Iosonouncane e Paolo Angeli registrato nel 2018 durante il loro tour in duo, poi pubblicato il 9 giugno 2023 con il titolo di Jalitah.  Sempre nel 2022 lavora alla colonna sonora del film Gli ultimi giorni dell'umanità, per il quale compone il brano Arum.
Nel 2023 produce l'album di esordio di Daniela Pes intitolato Spira, vincitore del premio Tenco come migliore opera prima, e pubblica un album – insieme di inediti e di canzoni registrate dal vivo durante il 2021 e il 2022 – intitolato Qui noi cadiamo verso il fondo gelido. Il disco contiene, tra gli altri, il brano Sacramento, per il quale uscirà anche un videoclip per la regia di Alessandro Gagliardo.

## Discografia

### Da solista
Album in studio
- 2010 – La macarena su Roma
- 2015 – Die
- 2021 – Ira

Album dal vivo
- 2023 – Jalitah (con Paolo Angeli)
- 2023 – Qui noi cadiamo verso il fondo gelido

EP
- 2016 – Split EP (con i Verdena)

Singoli
- 2012 – Le sirene di luglio
- 2020 – Novembre/Vedrai, vedrai
- 2024 – Viudas

### Con gli Adharma
- 2005 – Risvegli
- 2012 – Mano ai pulsanti

## Colonne sonore
- 2019 – Marghe e Giulia, crescere in diretta (regia di Francesca Sironi e Alberto Gottardo)
- 2022 – Fortuna granda (regia di Francesca Sironi e Alberto Gottardo)
- 2022 - Gli ultimi giorni dell'umanità (regia di Enrico Ghezzi e Alessandro Gagliardo)
- 2024 - Berlinguer - La grande ambizione (regia di Andrea Segre)
- 2024 - Lirica Ucraina (regia di Francesca Mannocchi)
- 2024 - I diari di mio padre (My father's diaries, regia di Ado Hasanović)